# Władimir Juźwiuk
Władimir Porfirjewicz Juźwiuk, ros. Владимир Порфирьевич Юзьвюк (ur. 4 czerwca?/16 czerwca 1868 w guberni grodzieńskiej, zm. ?) – rosyjski duchowny prawosławny, działacz religijno-społeczny, deputowany IV Dumy Państwowej, działacz emigracyjny.

## Życiorys
W 1890 ukończył litewskie seminarium duchowne. Objął probostwo we wsi Michałowszczyna. W 1906 został protojerejem. Był proboszczem cerkwi w miasteczku Holszany. Zorganizował tam ochotniczy oddział strażaków. Stał na czele miejscowej komisji sanitarnej. Wchodził w skład kierownictwa towarzystwa kredytowego. Powołał holszański oddział Związku Narodu Rosyjskiego. Uczestniczył w zjazdach eparchii wileńskiej. Zainicjował w Wilnie procesje pielgrzymkowe ku czci świętych męczenników. W październiku 1912 wybrano go do IV Dumy Państwowej. Wszedł w skład frakcji prawych. Był członkiem kilku komisji. Występował w obronie prawosławia w guberniach południowo-zachodnich, krytykując rozszerzanie się wpływów katolickich i unickich. Po odzyskaniu niepodległości przez Polskę 11 listopada 1918 r., został polskim obywatelem. Bronił Kościoła prawosławnego przed polskimi władzami. W 1930 objął funkcję wiceprzewodniczącego komitetu przedsoborowego Polskiego Autokefalicznego Kościoła Prawosławnego.